# Mestre Galdino
Manoel Galdino de Freitas, o Mestre Galdino (1929, São Caetano - 1996, Alto do Moura, Caruaru), foi um ceramista, artesão, cantador de viola e poeta de cordel.
Em 1940 mudou-se para Caruaru, onde viria a se casar com Maria Marciolina, trabalhando em olaria e depois pedreiro pela prefeitura.
Em 1974, numa obra num posto de saúde no Alto do Moura, conheceu a obra de Mestre Vitalino, e particularmente, as de Zé Rodrigues e Zé Caboclo. Mudou-se então para o Alto do Moura, abandonando o serviço público para se dedicar à arte.
Quando perguntado se havia aprendido a sua arte com Mestre Vitalino, ele respondia em versos: 
| “ | Galdino é bonequeiro e sou poeta também tem boneco em minha casa que bonequeiro não tem na arte só devo a Deus lição não devo a ninguém. | ” |

## Obras
Seu trabalho caracteriza-se por duas grandes séries: a das figuras alongadas de cangaceiros e a das figuras fantásticas, simbioses de humano e animal.
Fazia moringas e monges de barro, mas sua arte maior estava nos pequenos bonecos e para cada boneco produzido, escrevia histórias, tendo chegado a escrever mais de mil histórias.
Seguia uma técnica rigorosa, onde depois de modelar suas peças, as deixava por oito dias para secar. Depois as peças iam para um forno feito de tijolos, instalado no fundo do quintal de sua casa e ficavam por mais dez horas lá dentro. Posteriormente, as peças ficavam mais quatro horas com o fogo apagado, "para desenfornar". Se todo esse ritual não fosse seguido, segundo o mestre, "o bicho ficava encruado e feio".
Uma das mais obras mais famosas do Mestre Galdino, produzida no final da década de 1980, tomava quase toda a sua mesa de trabalho. Era a reprodução em bonecos de barro, da história de dois irmãos que se casaram e acabaram sendo punidos pelo pecado do incesto, tendo 118 filhos deformados.
Seus trabalhos não seguiam o estilo padrão dos outros ceramistas do Alto do Moura, nem tampouco o de Mestre Vitalino, suas obras são únicas e incomuns. Segundo o próprio artista, nenhuma peça é igual a outra e por isso, ninguém pode dizer que conhece o trabalho de Galdino, pois toda semana ele muda seus bonecos.
Personagens conhecidos de sua obra, que ele até repetia, sempre tinham uma nova roupagem, como Lampião e Maria Bonita ou outro personagem conhecido, o Mané Pãozeiro, que nunca eram reproduzidos da mesma maneira.